# Nephopterix
Nephopterix är ett släkte av fjärilar som beskrevs av Jacob Hübner 1825. Nephopterix ingår i familjen mott.

## Bildgalleri

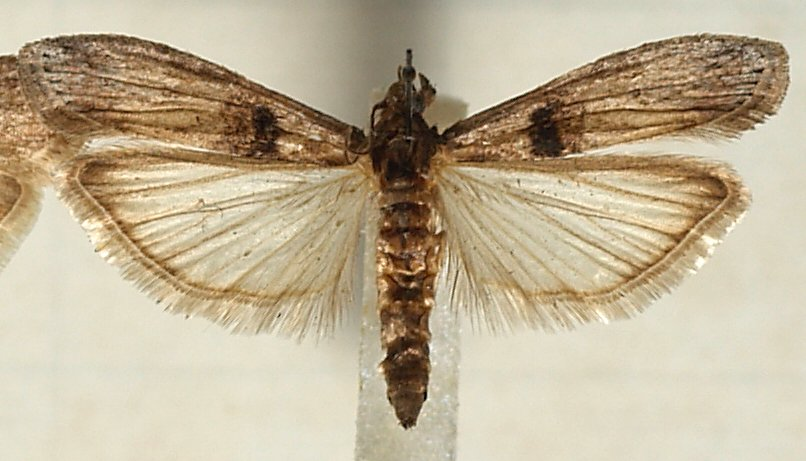
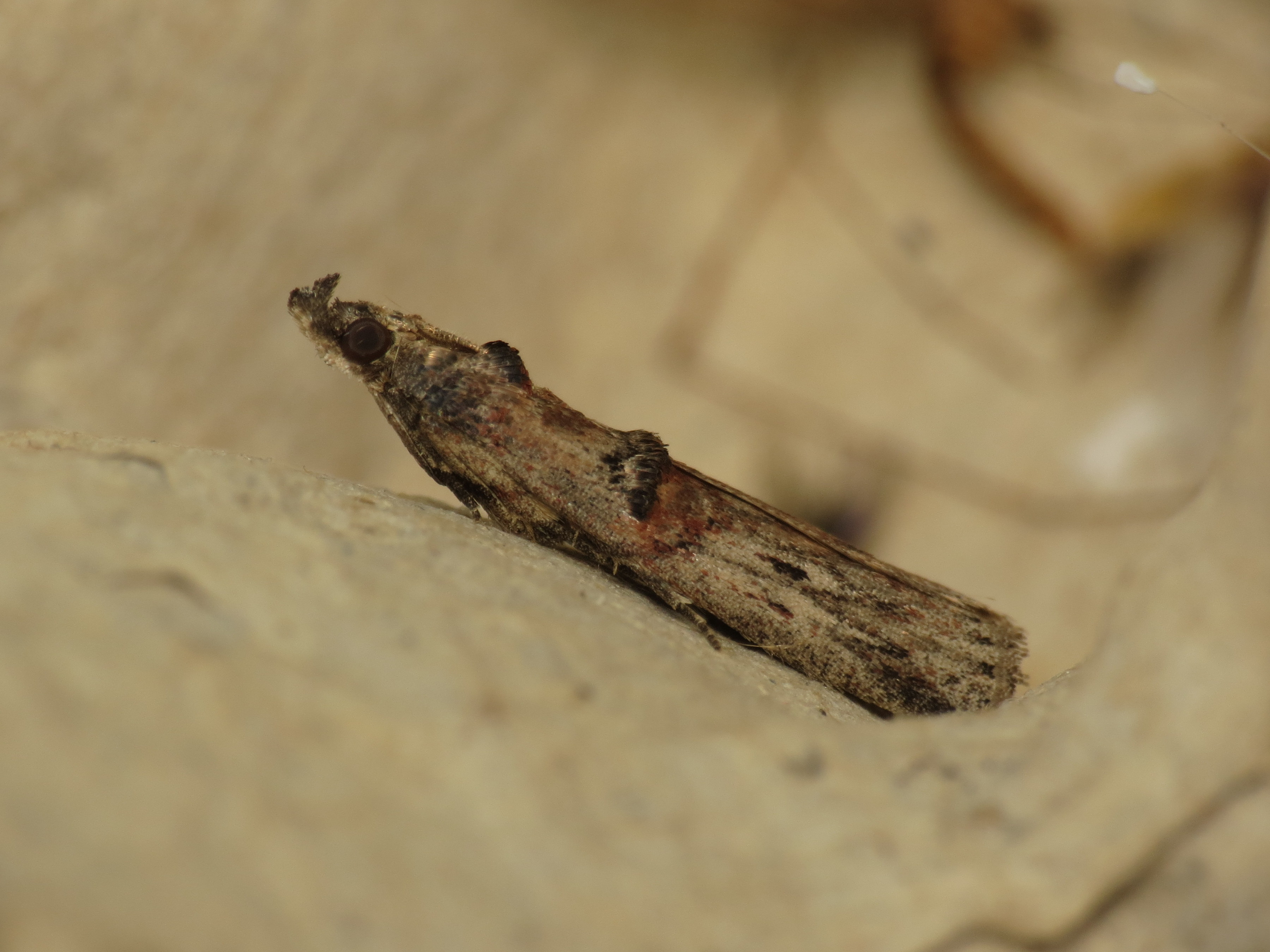
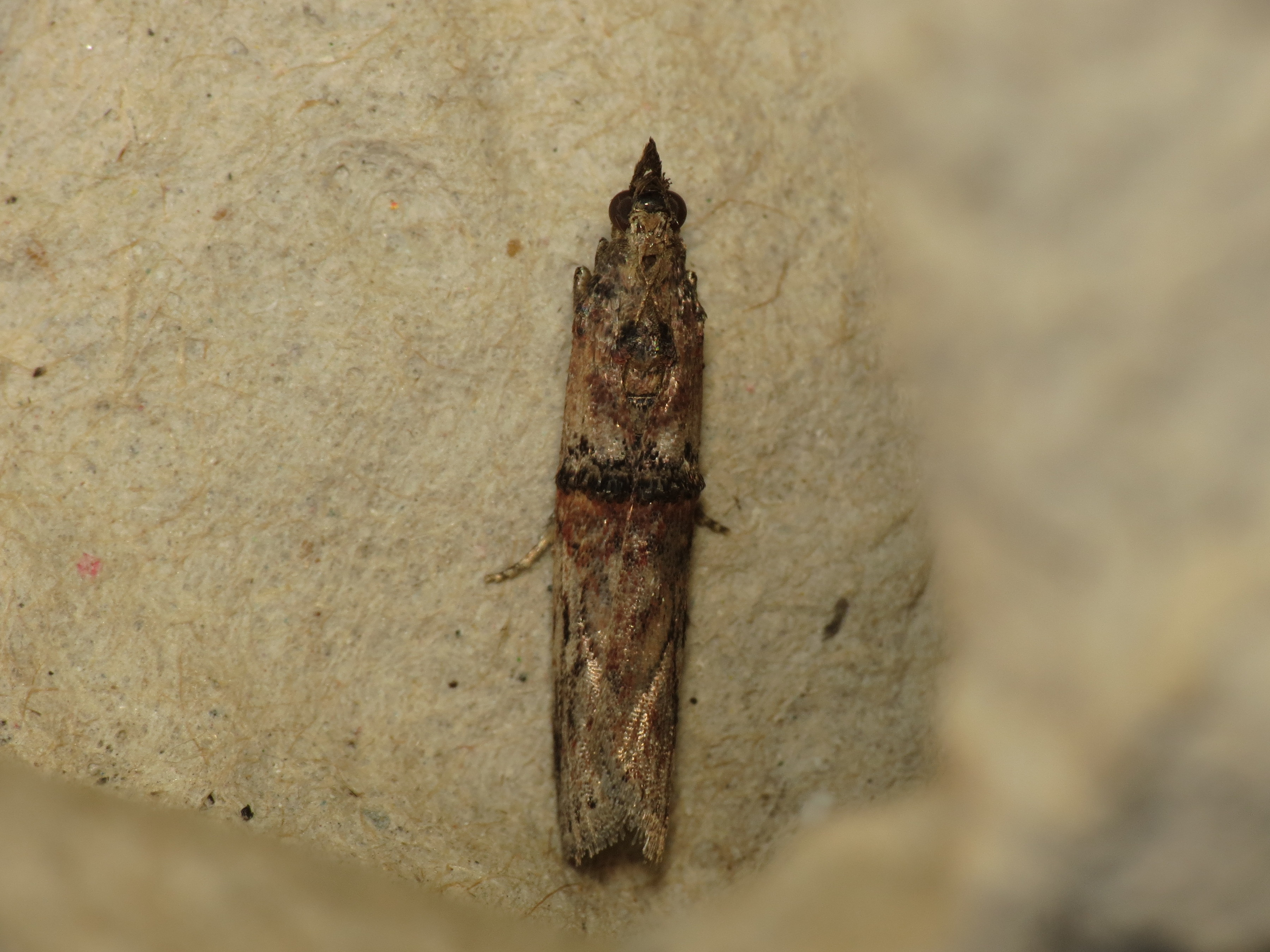
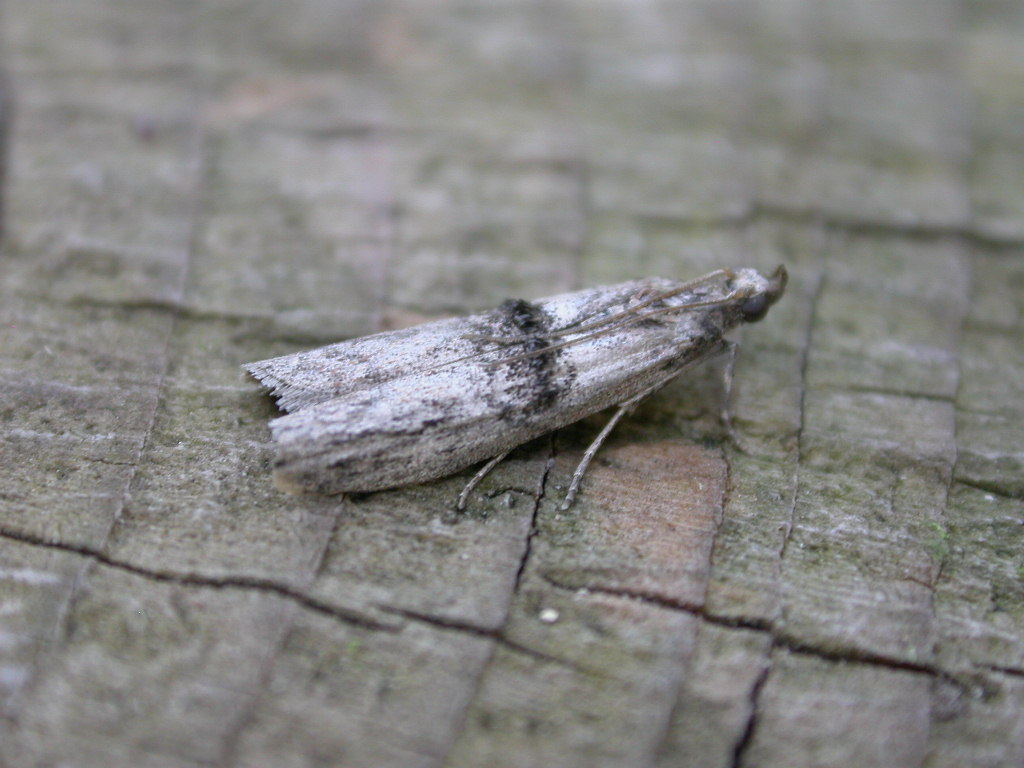
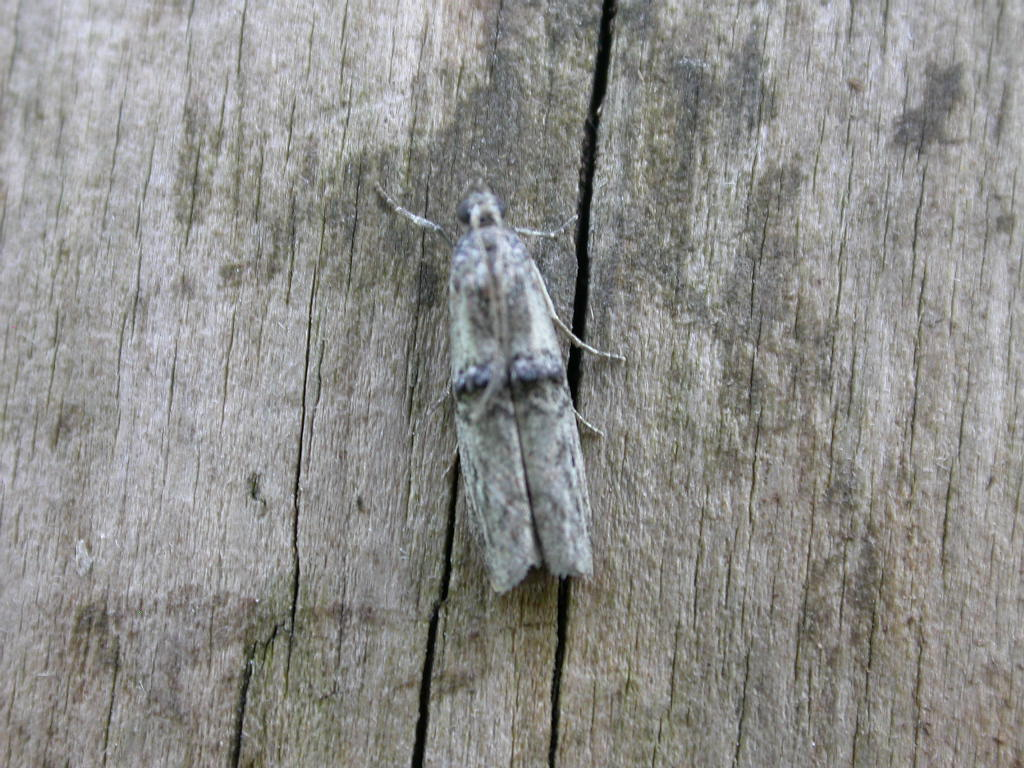
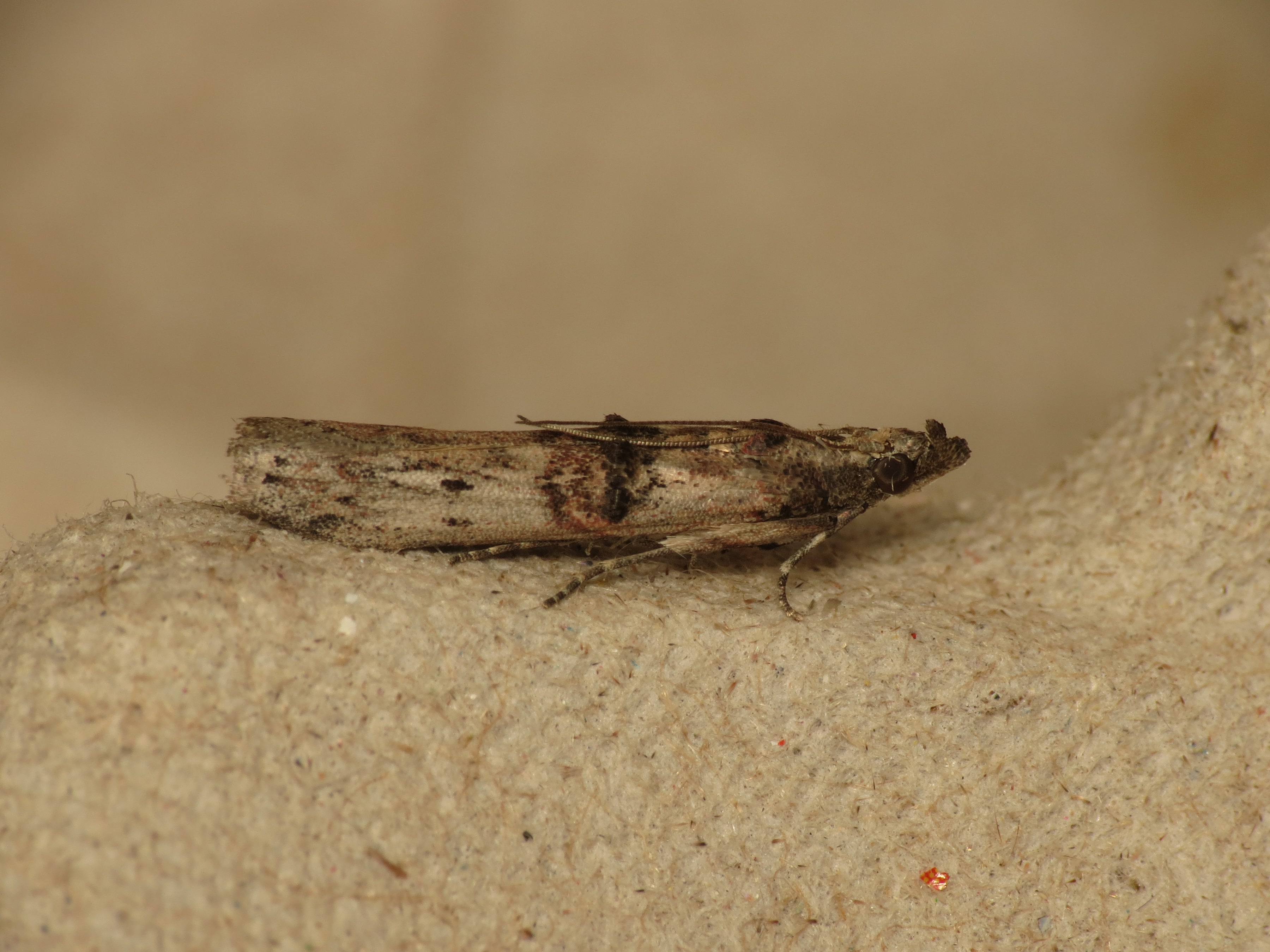

## Dottertaxa tillNephopterix, i alfabetisk ordning[1][2]
- Nephopterix acrobasella
- Nephopterix aenobapta
- Nephopterix aeolusalis
- Nephopterix afflictella
- Nephopterix albariella
- Nephopterix albifascialis
- Nephopterix albovariegata
- Nephopterix alpigenella
- Nephopterix angustella
- Nephopterix ardekanella
- Nephopterix ardesiifascia
- Nephopterix argiadesalis
- Nephopterix asbolalis
- Nephopterix atribasalis
- Nephopterix barteli
- Nephopterix basilaris
- Nephopterix basisignella
- Nephopterix beharella
- Nephopterix biareatella
- Nephopterix bicolorella
- Nephopterix bifasciella
- Nephopterix bisra
- Nephopterix bitinctella
- Nephopterix calamalis
- Nephopterix caradrinella
- Nephopterix carneella
- Nephopterix carteri
- Nephopterix celtidella
- Nephopterix ceratistes
- Nephopterix chryserythra
- Nephopterix cleopatrella
- Nephopterix cometella
- Nephopterix concineratella
- Nephopterix contatella
- Nephopterix cornutella
- Nephopterix crassifasciella
- Nephopterix crataegella
- Nephopterix croceella
- Nephopterix cyllusalis
- Nephopterix cynicella
- Nephopterix dammersi
- Nephopterix dasyptera
- Nephopterix decipientella
- Nephopterix delassalis
- Nephopterix delineatella
- Nephopterix dubiosa
- Nephopterix elegans
- Nephopterix elegiella
- Nephopterix emussitatella
- Nephopterix ennychia
- Nephopterix epicrypha
- Nephopterix ereboscopa
- Nephopterix eremnodes
- Nephopterix etolusalis
- Nephopterix eudaemonella
- Nephopterix eustatica
- Nephopterix exotica
- Nephopterix exotypa
- Nephopterix fernaldi
- Nephopterix ferruginella
- Nephopterix floridensis
- Nephopterix fraudifera
- Nephopterix fumella
- Nephopterix fundigrisea
- Nephopterix furella
- Nephopterix fuscalis
- Nephopterix fuscifrontella
- Nephopterix geminella
- Nephopterix gengisella
- Nephopterix gilvibasella
- Nephopterix griseofusa
- Nephopterix griseola
- Nephopterix habrostola
- Nephopterix hades
- Nephopterix hamatella
- Nephopterix harpaxalis
- Nephopterix hartigi
- Nephopterix hastiferella
- Nephopterix hemiargyralis
- Nephopterix hypocautella
- Nephopterix immatura
- Nephopterix imperialella
- Nephopterix inconditella
- Nephopterix inquilinella
- Nephopterix insignella
- Nephopterix intercisella
- Nephopterix johannella
- Nephopterix kosemponella
- Nephopterix kraussi
- Nephopterix lacteella
- Nephopterix levigatella
- Nephopterix liquidambarella
- Nephopterix lucipetella
- Nephopterix macrocirtensis
- Nephopterix maenamii
- Nephopterix mancella
- Nephopterix margarophanes
- Nephopterix mediterranella
- Nephopterix melanodeta
- Nephopterix melanolopha
- Nephopterix melanotaeniella
- Nephopterix metamelana
- Nephopterix metasarca
- Nephopterix minimella
- Nephopterix neglectalis
- Nephopterix nepheloalis
- Nephopterix nigerrimella
- Nephopterix nigrescens
- Nephopterix nigristriata
- Nephopterix nigrostriatella
- Nephopterix nocticolorella
- Nephopterix nocturnella
- Nephopterix nogalesella
- Nephopterix obenbergeri
- Nephopterix obscuribasella
- Nephopterix ochribasalis
- Nephopterix ochridorsalis
- Nephopterix ochriplaga
- Nephopterix ochrodorsella
- Nephopterix ochromarginella
- Nephopterix orphnanthes
- Nephopterix orthozona
- Nephopterix oxybiella
- Nephopterix persarum
- Nephopterix piratis
- Nephopterix plumbeofusa
- Nephopterix porphyrocapna
- Nephopterix proximalis
- Nephopterix pudibundella
- Nephopterix purpurella
- Nephopterix quinqueella
- Nephopterix quinquepunctella
- Nephopterix rectangulella
- Nephopterix rennellensis
- Nephopterix rhodobasalis
- Nephopterix rhyparella
- Nephopterix rubescentella
- Nephopterix rubicundella
- Nephopterix rubralis
- Nephopterix rubrisparsella
- Nephopterix rubromixta
- Nephopterix rufibasella
- Nephopterix rungsella
- Nephopterix scabida
- Nephopterix semiobscurella
- Nephopterix shantungella
- Nephopterix signella
- Nephopterix signifera
- Nephopterix strigivenata
- Nephopterix subcaesiella
- Nephopterix subfuscella
- Nephopterix syntaractis
- Nephopterix tarmitalis
- Nephopterix texanella
- Nephopterix thermalopha
- Nephopterix tomisawai
- Nephopterix trinitatis
- Nephopterix tristis
- Nephopterix tumidella
- Nephopterix uvinella
- Nephopterix wagnerella
- Nephopterix validella
- Nephopterix variella
- Nephopterix vetustella
- Nephopterix virgatella
- Nephopterix yuconella